# Наргисо, Диего
Диего Наргисо (итал. Diego Nargiso; род. 15 марта 1970, Неаполь) — итальянский теннисист и теннисный тренер. Победитель пяти турниров ATP в парном разряде, победитель Уимблдонского турнира в одиночном разряде среди юношей и Открытого чемпионата США в парном разряде среди юношей (оба — 1987), участник Олимпийских игр и финалист Кубка Дэвиса (1998) в составе сборной Италии. Тренер года в Италии (2014).

## Личная жизнь
Родился в Неаполе в семье бизнесмена Дарио Наргисо и Марии-Тересы Наргисо. В 13 лет переехал с родителями в Монте-Карло. От жены Франчески, уроженки Комо, имеет двоих детей.

## Игровая карьера
Начал играть в теннис в 9 лет. Подростком тренировался в кантри-клубе Монте-Карло вместе с Бьорном Боргом и Гильермо Виласом. В 1987 году, в 17 лет, стал первым итальянцем, выигравшим Уимблдонский турнир в одиночном разряде среди юношей, победив в финале Джейсона Столтенберга. Дошёл до финала также в юношеских парах, а позже в том же году выиграл с югославом Гораном Иванишевичем Открытый чемпионат США среди юношей — также первым в истории итальянского тенниса. Окончил год на пятом месте в юношеском рейтинге ITF.
С 1987 года выступал в профессиональных теннисных турнирах и в Мюнхене дошёл до первого в карьере финала турнира класса ATP Challenger. В 1988 году трижды играл в финалах турниров Гран-при в парном разряде с тремя разными партнёрами. В одиночном разряде лучшим результатом Наргисо был выход в полуфинал турнира Гран-при в Рай-Бруке (Нью-Йорк), но он также дошёл до третьего раунда на Уимблдоне и в Открытом чемпионате США и представлял Италию в теннисном турнире Олимпийских игр в Сеуле, где во втором круге уступил будущему вице-чемпиону Тиму Майотту. Дебютировал в составе сборной Италии в матче Кубка Дэвиса против сборной Израиля, в 17 лет и 11 месяцев став самым молодым игроком в истории команды. Закончил сезон в первой сотне рейтинга ATP.
На следующий год успехи Наргисо в одиночном разряде были более скромными, но в парах он ещё дважды сыграл в финалах турниров Гран-при, в том числе и в Монте-Карло, где его партнёром был ещё один итальянец Паоло Кане. За февраль и март 1991 года ещё два раза побывал в финалах парных турниров нового тура ATP, в том числе завоевав в Милане первый титул на этом уровне в паре с Омаром Кампорезе, и достиг в парном рейтинге ATP 25-й позиции — высшей в карьере. В 1991 году Наргисо и аргентинец Орасио де ла Пенья победили в Torneo Godó — турнире категории ATP Championship Series в Барселоне.
В 1992 году принял участие во второй за карьеру Олимпиаде, но в парном турнире Игр в Барселоне выбыл из борьбы уже во втором круге. В одиночном разряде дважды выходил в полуфиналы турниров АТР, а в турнире высшей категории в Майами пробился в четвертьфинал после победы над 10-й ракеткой мира Петром Кордой, в итоге окончив год в первой сотне рейтинга. На следующий год достиг высшего в карьере результата во взрослых турнирах Большого шлема, в паре с Хавьером Санчесом добравшись до четвертьфинала Открытого чемпионата США после победы над второй сеяной парой Патрик Макинрой — Ричи Ренеберг. Осенью того же года в Бордо впервые за карьеру стал финалистом турнира ATP в одиночном разряде.
За 1994 и 1995 годы по два раза проигрывал в финалах парных турниров ATP, сохраняя место в первой сотне парного рейтинга; в 1994 году установил личный рекорд по сумме полученных призовых (253 тысячи долларов). В 1996 году в паре с Андреа Гауденци сыграл на третьих за карьеру Олимпийских играх, но не прошёл дальше первого круга. Вместе с Гауденци принёс сборной Италии очки в первых двух раундах Кубка Дэвиса, добравшись с нею до полуфинала Мировой группы. Этот же результат повторил год спустя с другими партнёрами — Стефано Пескосолидо и Кампорезе. Сезон, часть которого Наргисо пропустил из-за травмы правой ноги, стал первым за 10 лет без участия в финалах турниров АТР.
В 1998 году после пятилетнего перерыва завоевал свой четвёртый титул в парных турнирах АТР, победив с Гауденци в Касабланке. В Кубке Дэвиса они последовательно обыграли соперников из команд Индии, Зимбабве и США и вышли в финал, где итальянскую сборную второй год подряд обыграли шведы. Проиграв парную встречу, Наргисо принёс итальянской команде единственное утешительное очко в пятой, уже ничего не решавшей игре.
Последний полный сезон в карьере провёл в 2000 году, сыграв в одном финале турнира АТР в одиночном разряде и в трёх — в парном и завоевав свой пятый титул в этих турнирах. По итогам сезона занял в парном рейтинге ATP 45-е место, самое высокое с 1994 года. В следующем сезоне завершил карьеру, заработав за время выступлений более 1,8 млн долларов. За сборную Италии Наргисо за это время провёл 25 матчей, в одиночном разряде выиграв 5 встреч из 7, а в парном 13 из 25.

## Место в рейтинге в конце сезона
| Год              | 1987 | 1988 | 1989 | 1990 | 1991 | 1992 | 1993 | 1994 | 1995 | 1996 | 1997 | 1998 | 1999 | 2000 |
| ---------------- | ---- | ---- | ---- | ---- | ---- | ---- | ---- | ---- | ---- | ---- | ---- | ---- | ---- | ---- |
| Одиночный разряд | 191  | 90   | 150  | 147  | 109  | 88   | 120  | 118  | 183  | 280  | 152  | 128  | 220  | 134  |
| Парный разряд    | 165  | 52   | 38   | 88   | 70   | 53   | 62   | 41   | 93   | 126  | 199  | 187  | 206  | 45   |

## Финалы турниров за карьеру
| Легенда                           |
| --------------------------------- |
| Большой шлем                      |
| ATP Championship Series (0+1)     |
| ATP World/ATP International (0+4) |
| Гран-при                          |

### Одиночный разряд (0-2)
| Результат | №  | Дата             | Турнир          | Покрытие | Соперник в финале | Счёт в финале |
| --------- | -- | ---------------- | --------------- | -------- | ----------------- | ------------- |
| Поражение | 1. | 19 сентября 1993 | Бордо, Франция  | Хард     | Серхи Бругера     | 5-7, 2-6      |
| Поражение | 2. | 1 октября 2000   | Палермо, Италия | Грунт    | Оливье Рохус      | 6-714, 1-6    |

### Парный разряд (5-15)
| Результат | №   | Дата             | Турнир                 | Покрытие | Партнёр             | Соперники в финале                    | Счёт в финале    |
| --------- | --- | ---------------- | ---------------------- | -------- | ------------------- | ------------------------------------- | ---------------- |
| Поражение | 1.  | 14 февраля 1988  | Роттердам, Нидерланды  | Ковёр(I) | Магнус Густафссон   | Патрик Кюнен Торе Майнеке             | 6-7, 6-7         |
| Поражение | 2.  | 17 апреля 1988   | Ницца, Франция         | Грунт    | Хайнц Гюнтхардт     | Анри Леконт Ги Форже                  | 6-4, 3-6, 4-6    |
| Поражение | 3.  | 31 июля 1988     | Бордо, Франция         | Грунт    | Кристиан Миниусси   | Йоаким Нюстрём Клаудио Панатта        | 1-6, 4-6         |
| Поражение | 4.  | 30 апреля 1989   | Монте-Карло, Монако    | Грунт    | Паоло Кане          | Марк Вудфорд Томаш Шмид               | 6-1, 4-6, 2-6    |
| Поражение | 5.  | 1 октября 1989   | Палермо, Италия        | Грунт    | Горан Иванишевич    | Петер Баллауфф Рюдигер Хаас           | 2-6, 7-6, 4-6    |
| Победа    | 1.  | 11 февраля 1990  | Милан, Италия          | Ковёр(I) | Омар Кампорезе      | Том Нейссен Удо Риглевски             | 6-4, 6-4         |
| Поражение | 6.  | 4 марта 1990     | Роттердам              | Ковёр(I) | Николас Перейра     | Леонардо Лаваль Хорхе Лосано          | 3-6, 6-7         |
| Победа    | 2.  | 14 апреля 1991   | Барселона, Испания     | Грунт    | Орасио де ла Пенья  | Борис Беккер Эрик Елен                | 3-6, 7-6, 6-4    |
| Поражение | 7.  | 25 августа 1991  | Лонг-Айленд, США       | Хард     | Даг Флэк            | Эрик Елен Карл-Уве Штееб              | 6-0, 4-6, 6-7    |
| Поражение | 8.  | 14 июня 1992     | Лондон, Великобритания | Трава    | Горан Иванишевич    | Джон Фицджеральд Андерс Яррид         | 4-6, 6-7         |
| Победа    | 3.  | 17 января 1993   | Джакарта, Индонезия    | Хард     | Гийом Рау           | Паул Хархёйс Якко Элтинг              | 7-6, 6-7, 6-3    |
| Поражение | 9.  | 12 июня 1994     | Росмален, Нидерланды   | Трава    | Петер Нюборг        | Фернон Вибир Стефе Нотебом            | 3-6, 6-1, 6-7    |
| Поражение | 10. | 18 сентября 1994 | Бордо                  | Хард     | Гийом Рау           | Оливье Делетр Ги Форже                | 2-6, 6-2, 5-7    |
| Поражение | 11. | 5 марта 1995     | Мехико, Мексика        | Грунт    | Марк-Кевин Гёлльнер | Леонардо Лаваль Хавьер Франа          | 5-7, 3-6         |
| Поражение | 12. | 9 апреля 1995    | Оэйраш, Португалия     | Грунт    | Марк-Кевин Гёлльнер | Евгений Кафельников Андрей Ольховский | 7-5, 5-7, 2-6    |
| Поражение | 13. | 5 мая 1996       | Мюнхен, Германия       | Грунт    | Оливье Делетр       | Лен Бейл Стефен Нотебом               | 6-4, 6-7, 4-6    |
| Победа    | 4.  | 29 марта 1998    | Касабланка, Марокко    | Грунт    | Андреа Гауденци     | Кристиан Бранди Филиппо Мессори       | 6-4, 7-6         |
| Победа    | 5.  | 7 мая 2000       | Мальорка, Испания      | Грунт    | Микаэль Льодра      | Фернандо Висенте Альберто Мартин      | 7-62, 7-63       |
| Поражение | 14. | 28 мая 2000      | Санкт-Пёльтен, Австрия | Грунт    | Андреа Гауденци     | Махеш Бхупати Эндрю Кратцман          | 6-710, 7-62, 4-6 |
| Поражение | 15. | 16 июля          | Бостад, Швеция         | Грунт    | Андреа Гауденци     | Никлас Культи Микаэль Тиллстрём       | 6-4, 2-6, 3-6    |

## Дальнейшая карьера
По окончании игровой карьеры занимался тренерской работой. В 2013 году открыл собственную теннисную академию в Монте-Карло, а в 2017 году перевёл её в Комо (Италия). Помимо работы с молодёжью, тренировал игроков элитного уровня — Флавию Пеннетту, Филиппо Воландри, Филипа Краиновича. В 2014 году по результатам опроса 120 теннисных профессионалов был удостоен приза Ace Cube как тренер года в Италии. Также сотрудничал как спортивный комментатор с итальянским каналом Super Tennis TV, вёл трансляции с матчей Кубка Дэвиса.